# Првич
Эта статья об острове Првич около Шибеника. Об одноимённом острове около острова Крк см. здесь
Првич (хорв. Prvić) — остров в Хорватии, в жупании Шибеник-Книн. Расположен в центральной Далмации, приблизительно в километре от материкового побережья, между городами Водице и Шибеник.

## География
Првич входит в состав Шибеникского архипелага. На восток от него находится пролив, отделяющий Првич от материкового побережья, на запад — остров Тият (Tijat), на юго-восток — Зларин.
Площадь острова — 2,37 км², береговая длина — 10,6 км. Высшая точка острова — холм Виткович, высотой 79 метров над уровнем моря.

## История
В Првич-Луке в XV веке был основан монастырь Девы Марии Милосердной, в котором служили глаголическую литургию. Долгое время Првич Лука была одним из крупных центров глаголического обряда. Монастырь является действующим и в настоящее время.
В Шепурине располагалась летнее имение знатной семьи Драганич-Вранчич. Один из самых знаменитых представителей этой семьи, изобретатель Фауст Вранчич, первым в мире испытавший парашют, часто проводил здесь летние месяцы. В имении Вранчичей в Шепурине до сих пор живут их потомки. Фауст Вранчич похоронен в монастырской церкви Првич-Луки.

## Население

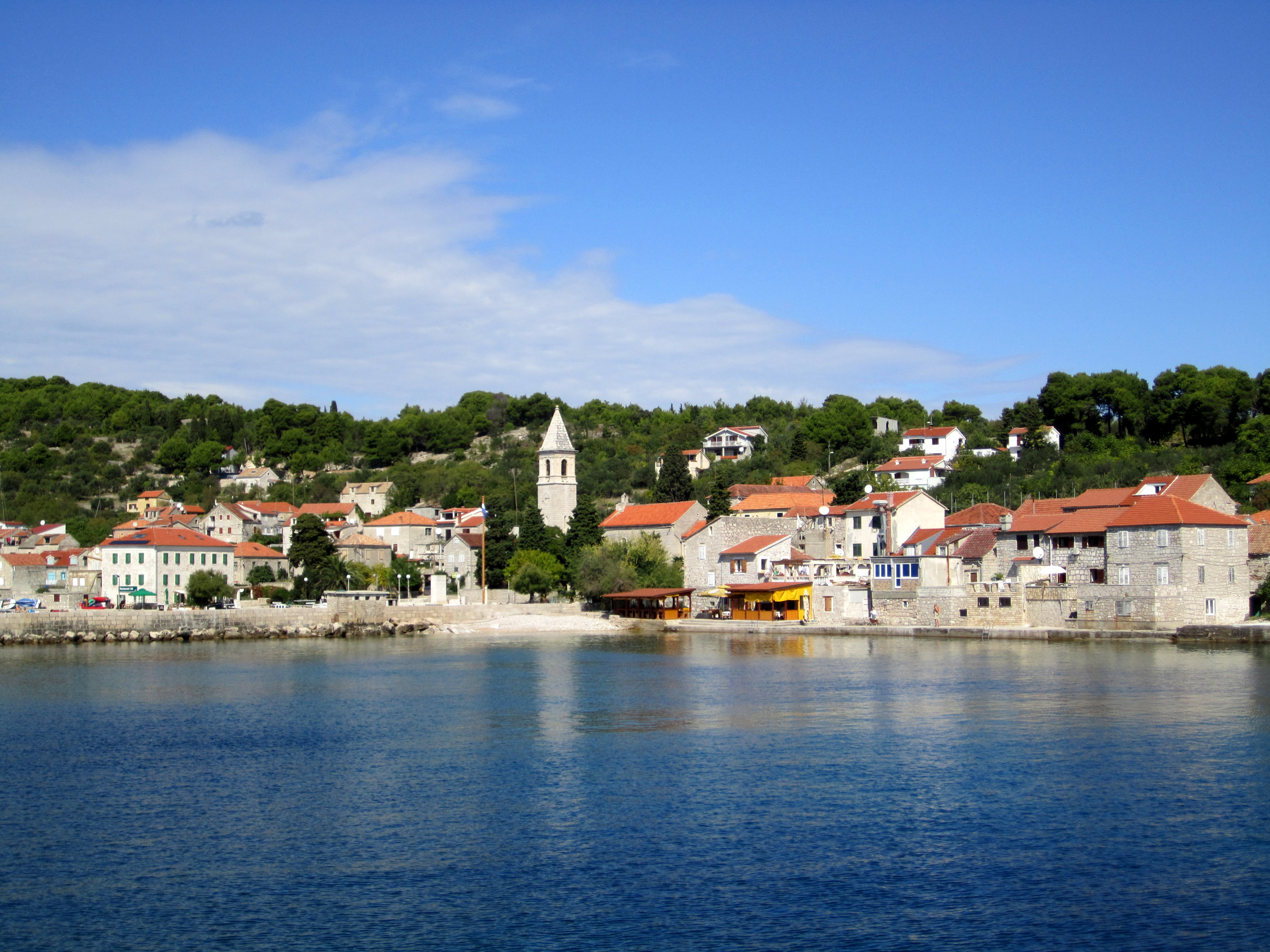
Првич-Лука

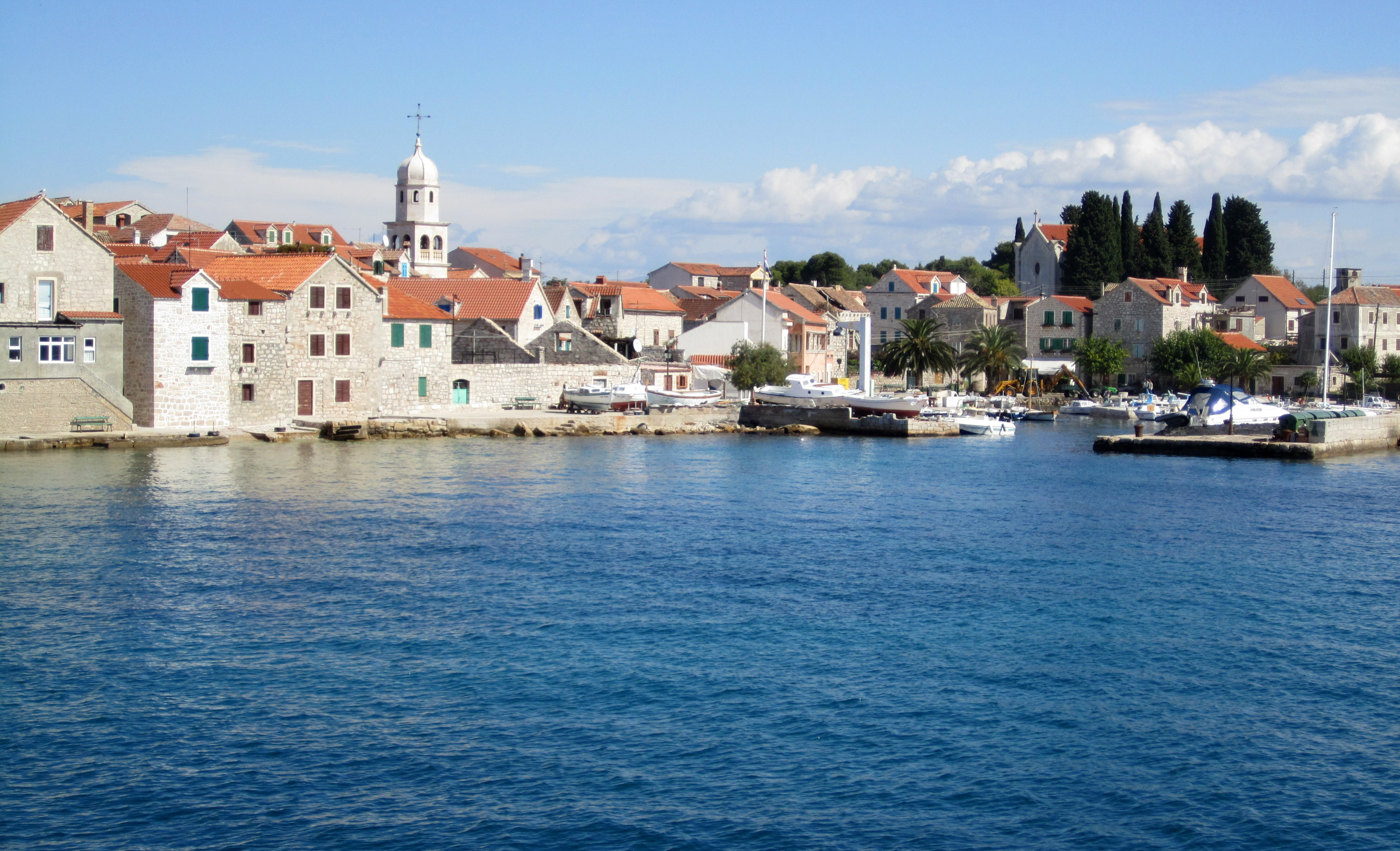
Шепурине

Население насчитывает 453 жителя по переписи 2001 года. Все жители острова проживают в двух прибрежных посёлках — Шепурине (Šepurine) и Првич-Лука (Prvić Luka). Шепурине находится на западном берегу острова, Првич-Лука — в глубине бухты на юго-востоке острова. Их соединяет единственная автомобильная дорога острова длиной около километра. В обоих посёлках останавливаются пассажирские теплоходы Шибеник — Водице.
Првич, как и большинство островов Адриатики — популярное туристическое место. В туристический сезон население острова резко возрастает.

## Экономика
Главные отрасли экономики — сельское хозяйство, рыболовство и туризм. Главные сельскохозяйственные культуры — оливы, инжир и виноград. Туризм активно развивается в последние годы, в Првич Луке построен трёхзвёздочный отель Мистраль, существует большое количество частных апартаментов и мини-отелей.